# Howard Goldberg
Howard Goldberg (* 21. April 1948 in New York) ist ein US-amerikanischer Filmregisseur, Drehbuchautor, Filmproduzent und Schriftsteller, der durch Kinoproduktionen wie Eden und Jake Squared bekannt wurde.

## Leben und Karriere
Howard Alan Goldberg, geboren 1948 im Bundesstaat New York, war Absolvent des Philadelphia College of Art (BFA, Film und Malerei), darüber hinaus studierte er auch an der New York University. 1976 inszenierte er mit der Gangster Komödie Apple Pie sein Regiedebüt für das Kino, darüber hinaus fungierte er für den Film auch als Produzent, Drehbuchautor, Kameramann und Filmeditor. 1990 arbeitete er neben  Tobe Hooper am Drehbuch des Science Fiction Thrillers Fire Syndrome mit, in der Hauptrolle spielte Brad Dourif. 1996 entstand unter seiner Regie das Filmdrama Eden in der Besetzung Joanna Going, Dylan Walsh und Sean Patrick Flanery. Der Film lief als Beitrag beim Sundance Film Festival und erhielt dort eine Award-Nominierung in der Kategorie Grand Jury Prize. Im Jahr 2013 drehte Goldberg die romantische Komödie Jake Squared mit Elias Koteas, Jennifer Jason Leigh, Virginia Madsen in den Hauptrollen. Der Film lief auf zahlreichen Festivals und erhielt einige Nominierungen, darüber hinaus gewann er 2014 den Beloit International Film Festival Award in der Kategorie Jury Prize Best International Feature und den Tiburon International Film Festival Award in der Kategorie Golden Reel Award Best Comedy Film. Für seine Filme engagierte Goldberg den Komponisten Brad Fiedel. Für Jake Squared war Fiedel als Musikberater tätig, für Apple Pie 1976 und Eden 1996 hatte Fiedel davor bereits die Filmmusik geschrieben.
Neben seinen Arbeiten für das Kino schrieb Howard Goldberg 1982 den Roman The King Of Clubs, erschienen bei Parthenon Press, sowie Musik und Texte für Buskers, eine Off-Broadway-Musical-Komödie, die für den Tony Award nominiert wurde. Darüber hinaus drehte er für Rod Stewart den Video-Clip zu Sailing für Warner Bros. Records, ferner Industrie- und Werbefilme, sowie die halbstündige Fernsehdokumentation Davian.

## Auszeichnungen
- 1996: Sundance-Film-Festival-Award-Nominierung in der Kategorie Grand Jury Prize für Eden
- 2013: Big-Apple-Film-Festival-Award-Nominierung in der Kategorie Festival Prize Best Feature Film für Jake Squared
- 2013: Raindance-Film-Festival-Award-Nominierung in der Kategorie Festival Prize Best Feature Film für Jake Squared
- 2014: Beloit International Film Festival Award in der Kategorie Jury Prize Best International Feature für Jake Squared
- 2014: Phoenix-Film-Festival-Award-Nominierung in der Kategorie Copper Wing Award Best Picture - Feature Film für Jake Squared
- 2014: Tiburon International Film Festival Award in der Kategorie Golden Reel Award Best Comedy Film für Jake Squared

## Filmografie (Auswahl)
Als Regisseur
- 1976: Apple Pie
- 1996: Eden
- 2013: Jake Squared

Als Drehbuchautor
- 1976: Apple Pie
- 1990: Fire Syndrome
- 1996: Eden
- 2013: Jake Squared

Als Filmproduzent
- 1976: Apple Pie
- 1996: Eden
- 2013: Jake Squared

## Bücher
- 1982: The King Of Clubs. Parthenon Press.